# Heterostegane circumrubata
Heterostegane circumrubata är en fjärilsart som beskrevs av Louis Beethoven Prout 1915. Heterostegane circumrubata ingår i släktet Heterostegane och familjen mätare. Inga underarter finns listade i Catalogue of Life.